# 875 Nymphe
875 Nymphe è un asteroide della fascia principale del diametro medio di circa 13,75 km. Scoperto nel 1917, presenta un'orbita caratterizzata da un semiasse maggiore pari a 2,5539436 UA e da un'eccentricità di 0,1505392, inclinata di 14,57998° rispetto all'eclittica.
Il suo nome fa riferimento alle Ninfe, divinità minori della natura secondo la mitologia greca.